# بلاح (بعدان)

تعديل مصدري - تعديل

بلاح هي إحدى قرى عزلة جرانة بمديرية بعدان التابعة لمحافظة إب، بلغ تعداد سكانها 495 نسمة حسب تعداد اليمن لعام 2004.